# Santia dimorpha
Santia dimorpha là một loài chân đều trong họ Santiidae. Loài này được Menzies miêu tả khoa học năm 1962.